# XigmaNAS

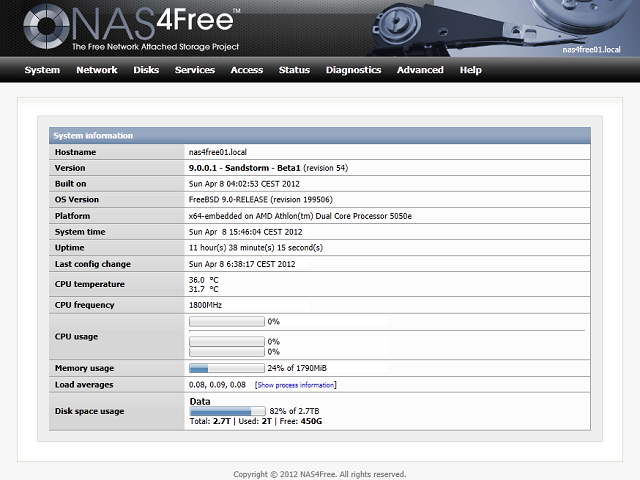

XigmaNAS es un software de servidor de almacenamiento conectado en red (NAS) con una interfaz de administración dedicada (escrita en PHP). Es software libre bajo los términos de la licencia simplificada de BSD.
XigmaNAS es la continuación del código FreeNAS original que fue desarrollado entre 2005 y finales de 2011. Fue lanzado originalmente con el nombre NAS4Free el 22 de marzo de 2012. El nombre fue cambiado a XigmaNAS en julio de 2018.

## Tecnología
XigmaNAS es un software de distribución NAS de código abierto incrustado basado en la última versión de FreeBSD. Fue desarrollada desde el código original de FreeNAS 7 y actualizado para trabajar con las más recientes versiones de FreeBSD.
XigmaNAS soporta comparticiones entre sistemas Windows, Apple, y similares a UNIX. Esto incluye ZFS v5000, Software RAID (0,1,5), codificación de disco, S.M.A.R.T. y reportes de correo electrónico, etc., con los siguientes protocolos: SMB, Samba Active Directory Domain Controller AD, FTP, NFS, TFTP, AFP, rsync, Unison (file synchronizer), iSCSI (iniciador y objetivo), HAST, CARP, Bridge, UPnP, y BitTorrent.  Todo esto es configurable a través de su interfaz Web.

### Características
- Todas las versiones de XigmaNAS
  - Arquitécturas múltiples: i386[5] o amd64 y versiones basadas en ARM[6]
  - Interfaz de administración Web (WebGUI)
- Administración de discos duros y volúmenes
  - RAID
  - Encriptación de disco (usando tarjeta aceleradora de criptografía si está disponible)
  - Particiones
    - MBR, GPT

  - Iniciardor iSCSI
  - Sistemas de archivos
    - ZFS v5000, UFS
    - Ext2, Ext3
    - FAT, NTFS
- Red
  - 802.1q VLAN tagging
  - Inalámbrica
  - Network link aggregation
  - Wake On Lan
  - Network Bridge
  - CARP (Common Address Redundancy Protocol)
  - HAST (Highly Available Storage)
- Protocolos de red
  - Server Message Block (SMB, CIFS) (Samba)
  - Active Directory Domain controller (Samba)
  - Apple Filing Protocol (AFP) (Netatalk)
  - Network File System (NFS)
  - FTP (ProFTPD)
  - TFTP (tftp-hpa)
  - rsync (client/server)
  - Unison
  - SCP (SSH)
  - iSCSI target
- Servicios extra
  - Servidor UPnP (FUPPES)
  - Servidor UPnP (MiniDLNA)
  - Servidor iTunes/DAAP (Firefly)
  - Lighttpd (Servidor Web)
  - Iperf Iperf3 Network Bandwidth measure
  - Syncthing File synchronization application
  - Transmission cliente BitTorrent
  - VirtualBox Virtualbox incluido y administrado por phpVirtualBox y noVNC en la GUI
- Monitorización
  - S.M.A.R.T. (smartmontools)
  - Alertas por correo electrónico.
  - SNMP
  - Syslog
  - UPS (NUT)

## Instalación
XigmaNAS es instalable en casi cualquier tipo de medio de arranque, incluyendo LiveCD con una unidad flash USB para almacenar las configuraciones si fuera necesario, tanto para plataformas x86-64 y x86-32 hasta la versión 10.3. En la versión 11.0, XigmaNAS dejó de soportar la arquitectura x86-32, pero la versión 10.3 sigue recibiendo actualizaciones. XigmaNAS puede ser instalado en Compact Flash, unidades USB, SSD, discos duros y otros medios de arranque y soporta formateo unidades de formateo avanzado usando sectores de 4 kB. Puede arrancar desde LiveCD o LiveUSB. El software es actualmente distribuido como una imagen ISO (.iso, ~370 MB) o una imagen USB (.img, ~320 MB), y como código fuente.

### Instalación Incrustada Recomendada
También está disponible una imagen incrustada de tamaño pequeño especial (.img, ~150 MB).
El método preferido es la instalación integrada en una memoria USB, tarjeta Compact Flash (CF) o disco duro HDD / SSD, para el cual se diseñó XigmaNAS. El sistema operativo XigmaNAS se carga en la memoria del sistema, eliminando las escrituras de sistema en la unidad. Los dispositivos flash son más eficientes energéticamente, y la interfaz WEB puede realizar el proceso de actualización desde el navegador, descargando e instalando una nueva imagen de firmware.
|}